# اکین چیلی
اکین چیلی (انگلیسی: Ekin Çelebi؛ زادهٔ ۶ ژوئن ۲۰۰۰) بازیکن فوتبال اهل آلمان است.
وی همچنین در تیم ملی فوتبال جوانان آلمان بازی کرده‌است.